# Прямая печать на ткани
Прямая печать на ткани (англ. digital textile printing — прямая печать на одежде, прямая печать по текстилю, прямая цифровая печать по текстилю) — способ нанесения изображения на ткань, предполагающий прямую печать без промежуточных носителей изображения.

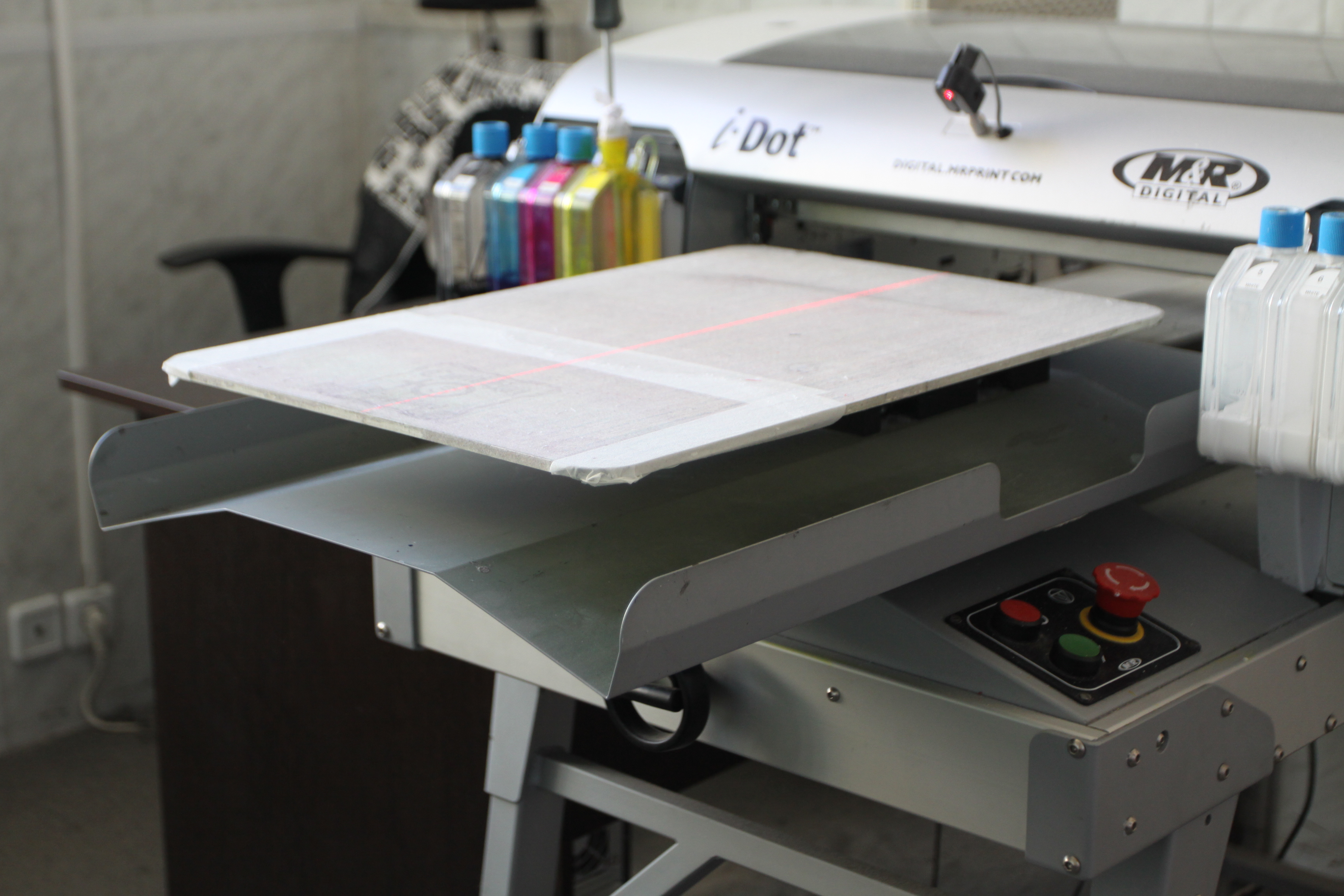
Установка для печати

## Технология
Перенос изображения подобен обычной печати на бумаге или иных стандартных носителях, но требует принципиально иного печатного блока и красок на основе оксидов металлов, способных надёжно удерживаться на ткани. Для светлой ткани используется обычный алгоритм работы струйного принтера, для тёмной — нанесение специального праймера и процесс для светлой ткани.
Подготовка материала подразумевает приглаживание ворса (например, на термоплите), постпроцесс — фиксацию нагревом (до 150 °С). Для прямой печати могут использоваться как специализированные устройства, так и широкоформатные струйные принтеры со специальным блоком сопел. С точки зрения операционной системы в этом случае происходит обычная печать, то есть не требуется никакая специальная подготовка устройства кроме профилирования при установке.
Полный процесс обработки одного изделия занимает около 15 минут, из которых непосредственно печать — около 3-5.

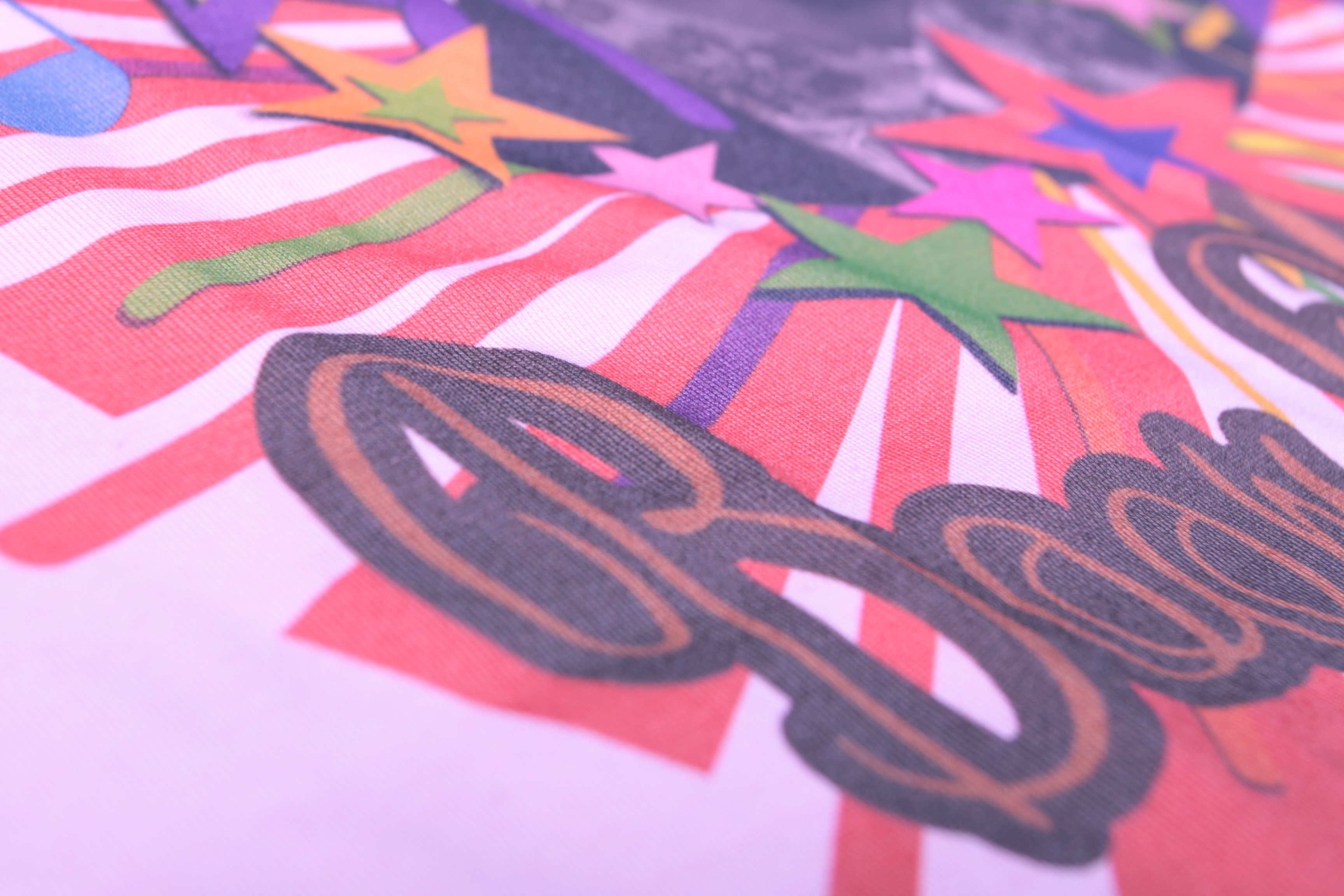

## Преимущества
1. Оптическое разрешение от 1440 dpi (фактическое зависит от текстуры ткани);
2. Уровень детализации намного выше термотрансферной и шелкотрафаретной печати (шелкографии);
3. Технология обладает всеми преимуществами цифровой полиграфии: низкой себестоимостью при малых тиражах, скоростью, гибкостью изменения макета от копии к копии;
4. Изображение выдерживает более 60 стирок без существенной потери качества, так как полимеризованные краски становятся буквально частью ткани;
5. Доступны спецэффекты, в частности, глянец и плавные градиенты, что нельзя напечатать например шелкографией.
6. Возможна четырёх, шести или восьмицветная (CMYK + Dark blue + Red + Grey + Golden Yellow) печать c разрешением до 2880*1440 dpi

## Выбор ткани
Для прямой печати на одежде подходит практически любой вид ткани, на котором может полимеризоваться краска. На практике это любой высококачественный текстиль, применяемый в рекламной и промосфере, а также для обычной одежды. Метод прямой печати невозможно использовать для синтетических тканей, обычно используют 100% хлопок, либо 95% хлопка и 5% лайкры.
Так же возможна печать на темные ткани с использованием белых чернил, которые используются в качестве подложки перед нанесением цветного изображения.

## Распространённость
Технология распространена незначительно из-за сложности калибровки и управления оборудованием для нанесения изображений. Именно поэтому она получила распространение только в 70-х годах XX в. в Америке.
В России цифровая печать получила распространение в конце 90-х годов, применяется для печати на футболках, толстовках, и других текстильных изделиях.

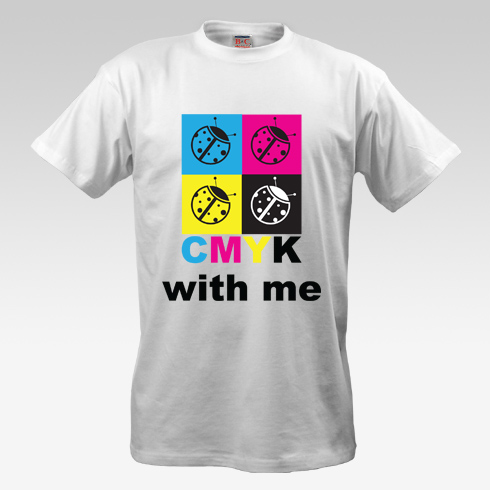